# Molophilus (Molophilus) frohnei
Molophilus (Molophilus) frohnei is een tweevleugelige uit de familie steltmuggen (Limoniidae). De soort komt voor in het Nearctisch gebied.